# Giovanni Secco Suardo
Giovanni Secco Suardo (Lurano, 23 agosto 1798 – Lurano, 8 giugno 1873) è stato un restauratore e collezionista italiano.
È noto per essersi occupato della formazione storico-scientifica dei restauratori e delle nuove tecniche legate a questa disciplina. Di particolare successo il suo Manuale ragionato per la parte meccanica dell’Arte del Restauratore di dipinti pubblicato nel 1866.

## Biografia
Giovanni Secco Suardo nasce a Lurano, nel castello Secco-Suardo, una delle famiglie più antiche della bergamasca, la cui presenza sul territorio è testimoniata fin dal XII secolo.
Il conte venne orientato dal padre Girolamo agli studi giuridici tuttavia la passione del giovane per la pittura non tardò a emergere. Egli infatti si interesserà precocemente agli ambienti artistici cittadini, frequentando prima la cerchia dell'Accademia Carrara e dal 1831, trasferitosi a Milano, quella dell'Accademia di Brera e dell'Ambrosiana. Sono anni fondamentali questi, in cui Giovanni entra in contatto con eruditi conoscitori d'arte ed importanti collezionisti. Sarà a Milano, per esempio, che Giovanni incontrerà lo storico dell'arte Giovanni Morelli con cui intesserà un profondo legame professionale e d'amicizia.
Tra il 1844 e il 1855 il Conte intraprenderà un viaggio nel Nord Europa toccando diverse città come Monaco, Vienna, Dresda, Lipsia e Berlino. Sono frutto di questa esperienza i minuziosi appunti circa lo stato di conservazione nonché i criteri espositivi dei beni artistici che Giovanni incontrerà lungo il percorso. Tali riflessioni prenderanno corpo nel Taccuino di viaggio, pubblicato postumo nel 1995.
Di ritorno dal viaggio, Giovanni si dirige nuovamente a Milano dove tra il 1849 e il 1863 frequenterà le botteghe di diversi restauratori lombardi. Il tour nelle fiandre, ricco di visite a pinacoteche, gallerie e musei, aveva infatti accentuato la sensibilità del Conte nei confronti del tema della conservazione del patrimonio artistico. Ben lontano da una semplice fruizione di tipo edonistico dell'arte, nel suo piccolo atelier di Milano, Giovanni comincia a sperimentare l'uso di diversi prodotti e tecniche nonché nuovi metodi di trasporto di dipinti e affreschi. Nel 1866 Giovanni pubblicherà il Manuale ragionato per la parte meccanica dell’Arte del Restauratore di dipinti, certamente il contributo di maggiore successo e diffusione a opera del Secco Suardo. Questo tomo corposo, dedicato all'amico Morelli e scritto fra Bergamo e Milano, divenne uno strumento di consultazione fondamentale per molti addetti al settore e si confermò quale primo concreto tentativo di fornire un metodo per la conservazione dei beni artistici. Al suo interno vennero raccolte tecniche, ricette, ingredienti e strumenti necessari ai trattamenti. Fra le diverse novità esposte la più importante resta la descrizione della tecnica di strappo delle opere pittoriche. Effettivamente nell'Italia dei primi del XIX secolo le operazioni di stacco, ossia il trasferimento di un dipinto su un supporto diverso da quello originale, erano ancora considerate con diffidenza se eseguite nelle botteghe locali. Per sviluppare queste tecniche Giovanni studiò tutta la bibliografia disponibile sul tema e spesso cercò di confrontarsi con diversi laboratori italiani e francesi. Tuttavia le tecniche di ogni bottega erano gelosamente protette da un certo segreto professionale, pertanto il Conte non sempre riuscì a ottenere le informazioni che cercava. Anche in quest'ottica è pertanto utile riconoscere al Secco Suardo il primato nell'idea di condivisione del proprio sapere. Queste furono preziose e rare indicazioni non solo per i giovani che intraprendevano il mestiere del restauratore ma anche per amatori e collezionisti che affidavano i loro dipinti alle botteghe.
Il Manuale è frutto di diversi anni di studio. Già verso la metà del XIX secolo, il conte aveva iniziato gli esperimenti di strappo. Il primo intervento fu eseguito su un frammento di affresco della sua collezione, un dipinto a tema cavalleresco della seconda metà del Trecento. Il risultato del restauro fu così felice che accese l'interesse di Alessandro Brisson (uno dei più rinomati restauratori di Milano) il quale propose a Giovanni di costituire una società. Nel 1857 Secco Suardo ricevette l'importante incarico dalla Pinacoteca di Brera di trasportare il San Pietro in trono con i santi Giovanni Battista e Paolo di Cima da Conegliano. Nel 1863 questo intervento ottenne la medaglia d'argento al Concorso del Regio Istituto Lombardo di Scienze. Un anno dopo Giovanni ricevette l'incarico, da parte del Ministero della Pubblica Istruzione, di tenere delle lezioni teorico pratiche a Firenze - un modo questo, di rendere pubbliche le proprie scoperte e fare del restauro un mestiere eseguito su basi scientifiche, volto alla tutela del patrimonio artistico. Tuttavia il socio Brisson era un uomo più pragmatico e si oppose fortemente alla diffusione di tali nozioni pertanto tra i due scoppiò un'accesa disputa che infine provocò il loro distacco.
Dal 1864 e fino alla morte avvenuta nel 1873, Giovanni soggiornò al castello di famiglia presso Lurano. Sono anni di intenso studio, scrittura e corrispondenza con gli amici fiorentini e lombardi. In una lettera a Morelli il Conte lamenterà la mancanza di supporto economico da parte dell'editore del Manuale. Nonostante ciò Secco Suardo decise di investire tutto nella pubblicazione del suo libro e nel 1865 venderà gran parte della propria collezione. Non dimenticò però l'Accademia Carrara alla quale donerà numerosi e importanti disegni e schizzi tra i quali quelli del noto architetto bergamasco Giacomo Quarenghi. Giovanni dedicò gli ultimi anni della sua vita alla diffusione del Manuale sempre seguendo la stessa propensione alla condivisione del proprio sapere con le nuove generazioni.

## Opere
- Sulla scoperta ed introduzione in Italia dell’odierno sistema del dipingere ad olio, Milano, tip. G.Bernardoni, 1858 Anche on line
- Lettera del conte Giovanni Secco Suardo relativa all’opuscolo del signor Giuseppe Mongeri intitolato della pittura ad olio, Milano, tip. G.Bernardoni, 1860
- Manuale ragionato per la parte meccanica dell’Arte del Restauratore di dipinti, Milano, tip. P.Agnelli, 1866 (prima edizione) Anche on line
- Osservazioni ad una opinione di Paolo Vimercati Sozzi, Milano, tip. P. Agnelli, 1866
- Pensieri sulla pittura ad encausto, ad olio e a tempera, in L’Arte in Italia, Torino, 1870
- Alcune idee sulla pittura degli antichi, in L’Arte in Italia, Torino, 1872
- Il Ristauratore di dipinti, Milano, Hoepli, 1894 (prima edizione)
- A cura di E. de Pascale e C. Giannini, Taccuino di viaggio: Dresda, Lipsia, Berlino [1844-50] in Giovanni Secco Suardo 1798-1873. Fonti, strumenti, materiali di ricerca, Bergamo, 1995, pag 113-172